# Eloywaldo Chagas de Oliveira
Eloywaldo Chagas de Oliveira foi um engenheiro, matemático, tradutor e escritor brasileiro,  imortal da Academia de Letras da Bahia, Cadeira 3, professor catedrático,  da Escola Politécnica da Universidade Federal da Bahia.

   

## Biografia
Foi catedrático de estatística, economia política e finanças daEscola Politécnica da Universidade Federal da Bahia.  
Foi um dos fundadores da Faculdade de Filosofia, com Isaías Alves, em 1942, mas somente assumiu efetivamente suas funções em 1946 e delas se licenciou em 1953 para assumir cargos em nível federal, o que perdurou até 1968. 
Diplomado em 1954 pela Escola Superior de Guerra -ESG.  
Foi membro da Comissão Nacional de Moral e Civismo, que foi um órgão normativo de deliberação coletiva, diretamente subordinado ao Ministro da Educação e Cultura, criada pelo decreto-lei nº 869/69.  Era integrada por nove membros, brasileiros, nomeados por seis anos pelo presidente da República. A função de conselheiro era considerada de relevante interesse nacional e, por isso, o seu exercício teria prioridade sobre quaisquer outros cargos públicos desempenhados pelos nomeados.  
Foi um dos fundadores do Instituto Técnico de Administração Municipal da Bahia.
Além de tradutor, também escreveu os seguintes livros :
- Dos Números-Índices de Fisher
- Métodos de Análises da Evolução Econômica
- Reestruturação do Ensino Secundário Politécnico
- Plano Municipalista de Reorganização Nacional
- Caminhos da Redenção!
- Perspectivas e Diretrizes
- A Educação Cívica e as Aspirações Nacionais.[2] [3]

Sucedeu como imortal da Cadeira 3 da Academia de Letras da Bahia, o poeta Artur de Sales, falecido em 27 de junho de 1952.  
Eloywaldo foi sucedido nesta mesma cadeira pela historiadora Anna Amélia Vieira Nascimento, para tanto eleita em 21 de agosto de 1991.  